# 마이 닌텐도
마이 닌텐도(영어: My Nintendo, 일본어: マイニンテンドー)는 닌텐도가 2016년 3월 17일부터 웹에서 시작한 회원제 서비스이다.
2015년 9월 30 일에 종료한 회원제 서비스 클럽 닌텐도를 대신하여 새로 시작한 회원제 서비스로, 닌텐도 어카운트를 가지고 있으면 사용할 수 있다. 클럽 닌텐도는 상품의 구입에 대한 포인트 서비스이었지만, 마이 닌텐도는 포인트 서비스를 포함한 종합 서비스이다. 사용자 프로필과 구매 상황 등 사용자마다 캠페인 등을 제공한다.
포인트는 플래티넘 포인트과 골드 포인트가 있다. 미션을 달성하기 위해서는, 다운로드 소프트웨어를 구입하여 닌텐도 포인트 번호를 이용하는 등의 방법으로 획득할 수 있다.